# Ahigal de los Aceiteros
Ahigal de los Aceiteros is een gemeente in de Spaanse provincie Salamanca in de regio Castilië en León met een oppervlakte van 27,93 km². Ahigal de los Aceiteros telt 126 inwoners (1 januari 2016).

## Demografische ontwikkeling
Bron: INE, 1857-2011: volkstellingen